# إلكيرش-غرافونشتادن (الراين الأسفل)
إلكيرش-غرافونشتادن (بالفرنسية: Illkirch-Graffenstaden)‏  تنطق [ilkiʁʃ gʁafənʃtadən] أو [ilkiʁç gʁafənʃtadən]  هي بلدية فرنسية تقع في إقليم الراين الأسفل من منطقة ألزاس في شمال شرق فرنسا. تبلغ مساحة هذه المدينة 22.21 (كم²)، وترتفع عن سطح البحر 140 م، يبلغ عدد سكانها 26368 نسمة حسب إحصاء المعهد الوطني للإحصاء والدراسات الاقتصادية سنة 2009 م. وترأس Jacques Bigot البلدية خلال فترة (2001 - 2008 - 2014).

## أعلام
- جيروم كريست
- فريديريك آدم

## وصلات خارجية
- صفحة البلدية على موقع المعهد الوطني للإحصاء والدراسات الاقتصادية (بالفرنسية)